# Buccinanops
Buccinanops es un género de gastrópodo marino perteneciente a la familia Buccinanopsidae, descrito por d’Orbigny en 1842. Las especies que se incluyen dentro de este género son todas endémicas de Sudamérica.

## Descripción
La concha es generalmente grande y gruesa, y su base presenta un plano oblicuo. No posee ornamentación pero si son distinguibles las líneas de crecimiento. En aspectos básicos, el opérculo es muy uniforme, grande y sub-ovoide, entre otras características. Los adultos no presentan ojos y el animal es más grande que su concha.

## Hábitat
Las especies pertenecientes a este género suelen presentarse en grupos con abundantes individuos. Viven en aguas templadas, en zonas de suelo blando, aguas superficiales y en ambientes intermareales e infralitorales.

## Usos en el pasado por las poblaciones humanas
Si bien no fue una especie empleada por las poblaciones patagónicas del pasado para su alimentación, se han encontrado ejemplares en gran cantidad de concheros de las costas de las provincia de Buenos Aires (en la zona sur), Chubut (especialmente en la zona de la península Valdés) y Santa Cruz (en Monte León). Su presencia en los mismos se interpreta como parte del acarreo no intencional al recolectar otras especies consumidas, como Nacella magellanica, Mytilus chilensis o Aulacomya atra. Como tal, se las denomina fauna acompañante. También se han registrado algunas conchas enteras y con evidencias de modificaciones antrópicas en sitios de la costa del golfo San Matías (Río Negro) y cerca de la cordillera en la provincia de Neuquén.

## Especies
- Buccinanops cochlidium (Dillwyn, 1817)
- Buccinanops monilifer (Kiener, 1834)
- Buccinanops latus (Pastorino & Simone, 2021)

## Galería
|                       |
| Buccinanops monilifer |

|                        |
| Buccinanops cochlidium |